# Europa Nostra
Europa Nostra, (Nuestra Europa en latín) la federación pan-europea para el patrimonio europeo, representa un movimiento con un crecimiento rápido de ciudadanos para la salvaguardia del patrimonio cultural y natural de Europa. Es la voz de este movimiento hacia las organizaciones internacionales interesadas, en particular la Unión Europea, el Consejo de Europa y la UNESCO. Es reconocida como una ONG asociada a la UNESCO, con un estatuto consultivo.
La red pan-europea de Europa Nostra cubre más de 50 países y está integrada por más de 250 organizaciones miembros (asociaciones y fundaciones del patrimonio, que cuentan con más de 5 millones de miembros), 150 organizaciones asociadas (organismos gubernamentales, autoridades y empresas locales) y también 1500 miembros individuales que soportan directamente la misión de Europa Nostra.

## Objetivos
El principal objetivo de Europa Nostra es poner el patrimonio y sus ventajas en el primer plano de la conciencia pública y hacer de la salvaguarda y conservación del patrimonio un objetivo prioritario para los poderes públicos, a niveles nacional y europeo. Sus objetivos específicos son promocionar, a nivel europeo, altos estandartes de calidad en los campos de conservación del patrimonio, de la arquitectura, de la planificación urbana y rural, y de promover un desarrollo equilibrado y sostenible del medio ambiente urbano y rural, construido y natural. Europa Nostra busca también destacar la importancia del  patrimonio cultural como fundación de la identidad europea y como contribución al refuerzo del sentimiento de ciudadanía europea.

## Historia
Europa Nostra fue creada en 1963 bajo la iniciativa de Italia Nostra, como una respuesta a la grave amenaza de supervivencia de la ciudad de Venecia, causada por las regulares inundaciones. En 1991 se fusionó con el Internationales Burgen Institut [Instituto Internacional de Castillos], que había sido creado en 1949.
Hoy en día, Europa Nostra está presidida por el internacionalmente famoso cantante de ópera, maestro Plácido Domingo (España), y su presidente ejecutivo es Denis de Kergorlay (Francia). Anteriormente han desempeñado la presidencia Hans de Koster de los Países Bajos (1984-1990), SAR el príncipe consorte de Dinamarca (1990-2007) y la Infanta Doña Pilar de Borbón de España (2007-2009). 
Sus actividades son coordinadas por una Secretaría Internacional con sede en La Haya (Países Bajos) dirigida por la Secretaria General de Europa Nostra, Sneška Quaedvlieg-Mihailović (Países Bajos/Serbia). En varios países, la Secretaría Internacional es asistida en sus trabajos por representaciones locales.
Las principales actividades de Europa Nostra son:
1. actuar ejerciendo presión para la conservación, mejora y promoción del patrimonio cultural en Europa;
2. celebrar y promover la excelencia a través de los Premios de la Unión Europea para el Patrimonio Cultural / Galardón Europa Nostra;
3. salvar los monumentos históricos, sitios y paisajes culturales de Europa en peligro; y
4. animar una red de actores del patrimonio cultural en Europa.

## Presión para el Patrimonio Cultural
Actuando como un grupo de presión real para el patrimonio cultural europeo, Europa Nostra busca a asegurar el adecuado soporte para el patrimonio cultural en varias áreas de la política y de la financiación europea. Aboga entonces por la necesidad de tener en cuenta de los problemas del patrimonio cultural en el momento de redactar y de aplicar toda política nacional y europea que tenga un impacto –directo o indirecto– sobre el patrimonio. Europa Nostra busca también destacar la importancia y el carácter específico del patrimonio cultural en la amplia agenda política y cultural de socios internacionales importantes: concretamente la Unión Europea, el Consejo de Europa y la UNESCO.
Durante el Congreso del Patrimonio Europeo celebrado en Ámsterdam (junio de 2012), Europa Nostra y 27 otras organizaciones y redes internacionales y europeas, activas en el amplio campo del patrimonio cultural, decidieron establecer la Alianza del Patrimonio Europeo 3.3.
En marzo de 2010, Europa Nostra ha abierto una Oficina de Enlace en Bruselas, cuya tarea es coordinar las actividades de presión de Europa Nostra hacia las instituciones de la UE y otros organismos europeos e internacionales con sede en Bruselas, Estrasburgo y París.

## Los Premios de la Unión Europea de Patrimonio Cultural / Premios Europa Nostra

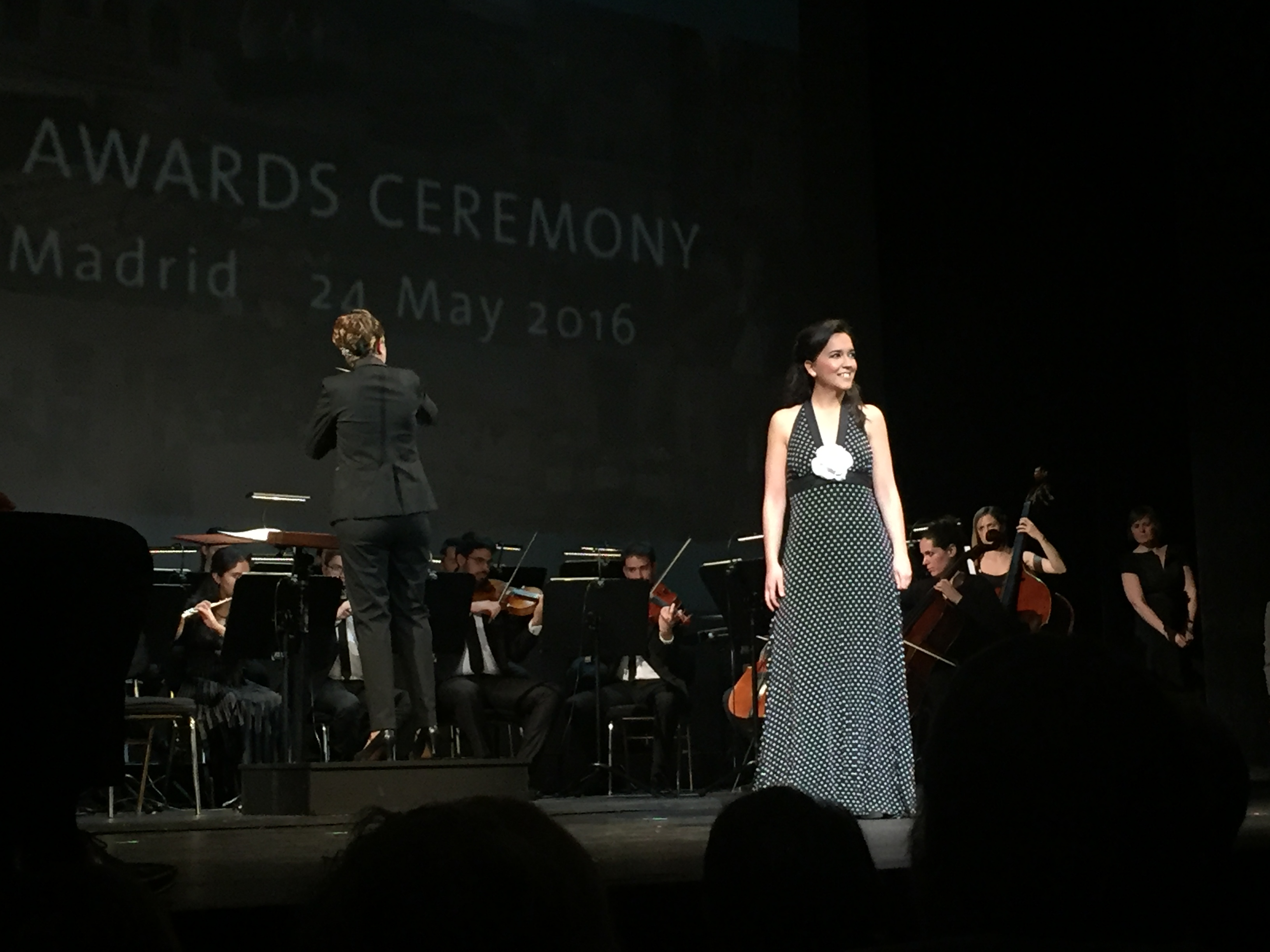
Auxiliadora Toledano durante la entrega de premios Europa Nostra Heritage Awards 2016 en Madrid

Los Premios de la Unión Europea de Patrimonio Cultural / Premios Europa Nostra celebran la excelencia en la conservación del patrimonio cultural, desde la restauración de edificios y su adaptación para nuevos usos, hasta la rehabilitación de paisajes rurales y urbanos, la interpretación de sitios arqueológicos y el cuidado para las colecciones de arte. Además, destaca la investigación, el dedicado servicio por el patrimonio cultural de individuales y organizaciones, y los proyectos educativos relacionados con el patrimonio cultural.
Los premios son soportados por la Comisión Europea en el cuadro del Programa Cultural de la UE. Son organizados por Europa Nostra desde 2002.
Este sistema de premios busca promocionar altos estandartes y habilidades de alta calidad en la práctica de la conservación, y de estimular los intercambios transfronterizos en el área del patrimonio. Difundiendo el “Poder del Ejemplo”, los premios también buscan promover más esfuerzos y proyectos relacionados con el patrimonio a través de Europa.
Europa Nostra es el socio principal de «The Best in Heritage» [Lo Mejor del Patrimonio]), una presentación anual de museos, patrimonios y proyectos de conservación premiadas, que se celebra en la segunda quincena de septiembre en la ciudad del patrimonio mundial de Dubrovnik (Croacia).